# Podzamcze (województwo kujawsko-pomorskie)
Podzamcze – wieś w Polsce położona w województwie kujawsko-pomorskim, w powiecie aleksandrowskim, w gminie Raciążek.

## Podział administracyjny
W latach 1975–1998 miejscowość położona była w województwie włocławskim.